# Austin High School Gang
Die Austin High School Gang, auch Austin High Gang, ist der Name einer Gruppe weißer Jazz-Musiker im Mittelklasse-Vorort Austin von Chicago, die sich meist von der Austin High School kannten. Sie begannen 1922 nach dem musikalischen Vorbild der New Orleans Rhythm Kings (um Paul Mares, Leon Roppolo und George Brunies), deren Stücke sie Takt für Takt nach ihren Platten einübten, und Bix Beiderbecke´s The Wolverines zusammen zu spielen. 1924 benannten sie sich in Blue Friars, nach dem Friar’s Inn um, wo die Rhythm Kings in Chicago spielten, und formierten später unter dem Namen ihres Managers Husk O´Hares Wolverines. Sie waren bald sehr populär und zogen weitere Jazz-Begeisterte (weiße) Musiker an, mit ihnen zu spielen, wie Eddie Condon und der junge Benny Goodman. Viele weiße Musiker des Chicago-Stils, die später zu Ruhm gelangten gehörten zur Gang, im Einzelnen:
- Jimmy McPartland – Kornett
- Dick McPartland – Banjo, Gitarre
- Frank Teschemacher – Klarinette, Saxophon (und weitere Instrumente)
- Bud Freeman – Tenorsaxophon
- Jim Lanigan – Bass, Tuba
- Dave North – Klavier
- Dave Tough – Schlagzeug (er ging nicht auf die Austin High, sondern eine benachbarte High School)
- Frank Josh Billings – (Koffer als) Schlagzeug
- Mezz Mezzrow – Klarinette, Saxophon